# Riyom
Riyom es una localidad del estado de Plateau, en Nigeria, con una población estimada en marzo de 2016 de 172 600 habitantes.
Se encuentra ubicada en el centro-este del país, cerca de la orilla del río Benue, el principal afluente del río Níger.